# Abisara rutherfordii
Abisara rutherfordii é uma borboleta da família Riodinidae. Ela pode ser encontrada na Nigéria, Camarões, Gabão, República do Congo, na República Democrática do Congo, Uganda, Ruanda e Tanzânia. O habitat natural localiza-se em florestas primárias.

## Subespécies
- Abisara rutherfordii rutherfordii (Nigéria, oeste dos Camarões)
- Abisara rutherfordii cyclops Riley, 1932 (Uganda, Ruanda, Tanzânia, República Democrática do Congo)
- Abisara rutherfordii herwigii Dewitz, 1887 (leste dos Camarões, Gabão, Congo)